# Hermanniella reticulata
Hermanniella reticulata är en kvalsterart som beskrevs av Sitnikova 1973. Hermanniella reticulata ingår i släktet Hermanniella och familjen Hermanniellidae. Inga underarter finns listade i Catalogue of Life.